# 해보면
해보면(海保面)은 대한민국 전라남도 함평군에 위치한 면이다.

## 개요
해보면은 함평군 동북방에 위치한 지역으로 광주광역시 및 상무대 인근지역으로 미래 지향적인 개발여건이 좋은 지역이다. 예부터 문장시장 등 5일시장이 발달하여 외지에서 이주 상업에 종사하는 주민이 많고 정서적으로 농촌보다는 도시적인 성향이 강한 지역이다. 이 지역의 대표적인 볼거리 용천사 계곡에 군락을 이루는 꽃무릇(일명 상사화)은 8월 중순부터 9월 초까지 온 산을 붉은 빛으로 물들여 한국 자연백경 가운데 하나로 선정될 만큼 일품으로 매년 꽃무릇을 주제로 사진촬영대회를 개최하고 있다. 대표적인 특산품으로는 돗자리와 윤황소의 붓이 있다.

## 법정리
- 광암리
- 금계리
- 금덕리
- 대각리
- 대창리
- 문장리
- 산내리
- 상곡리
- 용산리
- 해보리

## 교육
- 해보초등학교
- 해보중학교

## 특산물
- 돗자리 (왕골)
- 한과
- 된장 (용천골청국된장)